# دمسيسة مزدحمة الأزهار
دمسيسة مزدحمة الأزهار (الاسم العلمي: Ambrosia confertiflora) هي نوع من النباتات تتبع جنس الدمسيسة من الفصيلة النجمية.